# إيريك بيترمان
إيريك بيترمان (بالألمانية: Erik Bettermann) 8 مايو 1944 بالقرب من مدينة لايبزغ، منذ أكتوبر عام 2001 يترأس منصب المدير العام لإذاعة صوت ألمانيا في بون. درس التربية الاجتماعية والعلوم الاقتصادية والفلسفة في كولونيا وبون.

## وصلات خارجية
- إيريك بيترمان على موقع مونزينجر (الألمانية)